# 曇英恵応
曇英恵應（どんえい えいおう、応永31年（1424年） - 永正元年（1504年））は室町時代の曹洞宗の僧。俗姓は藤原氏。諱は恵應。道号は曇英。京都の出身。
円覚寺、相国寺等で臨済宗の禅風を学んだ後、曹洞宗に転じ一州正伊の法を継いだ。今日の曹洞宗は黙照禅で知られるが当時は看話禅の修行も盛んで、恵應はその第一人者と目された。
雙林寺、最乗寺などの名刹の住職を歴任し、林泉寺、長年寺を開いた。大庵須益、為宗仲心らの推挙により永平寺の住職に就任した。当時の永平寺は衰退期にあり、恵應は復興の手腕を期待され奔走したが在任は短期間であったとみられる。このため、現在では公式には歴住（歴代住職）に数えられていない。